# Chickenhare and the Secret of the Groundhog
Chickenhare and the Secret of the Groundhog is een Frans-Belgische computeranimatiefilm uit 2025, geregisseerd door Benjamin Mousquet. De film is het vervolg op Chickenhare and the Hamster of Darkness uit 2022.

## Verhaal
Chickenhare, geboren als half kip en half haas, besluit de wereld te verkennen samen met zijn vrienden Meg, een vechtsportexpert en stinkdier, en Abe, een sarcastische schildpad. Een onverwachte ontmoeting met Gina, zijn zus, verandert zijn plannen radicaal. Wat volgt is een epische en avontuurlijke reis vol valkuilen doorheen nieuwe werelden.

## Stemverdeling
| Personage   | Engelse stem     | Nederlandse stem | Vlaamse stem |
| ----------- | ---------------- | ---------------- | ------------ |
| Meg         | Laila Berzins    |                  |              |
| Abe         | Joe Ochman       |                  |              |
| Chickenhare | Jordan Tartakow  |                  |              |
| Groundhog   | Christopher Bass |                  |              |

## Productie
Chickenhare and the Secret of the Groundhog is gebaseerd op de stripromans Chickenhare van Chris Grine, uitgegeven door Dark Horse Comics. De film werd geproduceerd door het Belgische nWave Studios en het Franse Octopolis in samenwerking met Sony Pictures Intl. Releasing, met een budget van 23 miljoen Amerikaanse dollars.

## Release
Chickenhare and the Secret of the Groundhog ging op 12 juni 2025 in première op het Festival international du film d'animation d'Annecy.